# Robert Chartham
Robert Chartham (Inglaterra, 5 de junio de 1911-1 de febrero de 1985) fue un sexólogo inglés. Se educó en la Sorbona, en París, y en la Universidad de Cambridge. Se doctoró en filosofía, en la especialidad de ciencias sociales.
La experiencia del Dr. Chartham como consultor se inició en 1930 cuando, como trabajador social, fue la primera persona en dar clases de educación sexual para adolescentes en el Reino Unido. Su historial incluye la enseñanza y el asesoramiento en universidades europeas, conferencias sobre Cómo Disfrutar del Sexo a estudiantes universitarios británicos y habitualmente actuando como asesor en su propia clínica de Londres.
Fue autor de varios libros, entre los que se encuentran Mainly for Wives (Básicamente para Esposas) en 1963, Sex for Advanced Lovers (Sexo para Amantes Expertos) en 1970 y The Sensuous Couple (La Pareja Sensual) en 1971. Fue consultor editorial de Forum: The International Journal of Human Relations (Forum: El Diario Internacional de las Relaciones Humanas). Cada año contestaba personalmente más de 4000 cartas de lectores de todo el mundo, que buscaban ayuda para resolver sus problemas sexuales.
- Datos: Q1746615